# Yaddanapudi Sulochana Rani
Yaddanapudi Sulochana Rani (em telugo:  యద్దనపూడి సులోచనారాణి), (1940 - 21 de maio de 2018) foi uma romancista indiana que escrevia na língua telugu.
Ela teve uma grande popularidade na década de 1970 e início dos anos 80, especialmente entre as mulheres. Escreveu mais de 60 romances e várias de suas obras foram adaptadas para o cinema e seriados de televisão. Rani nasceu em 1940 na aldeia de Kaza, no distrito de Krishna e faleceu aos 78 anos após um ataque cardíaco, no estado da Califórnia, nos Estados Unidos.

## Romances adaptados em filmes
|    | Romance           | Filme                    |
| -- | ----------------- | ------------------------ |
| 1  | Meena             | Meena (1973) A Aa (2016) |
| 2  | Jeevana Tarangalu | Jeevana Tarangalu        |
| 3  | (desconhecido)    | Amma Nanna               |
| 4  | Secretary         | Secretary                |
| 5  | Radha Krishna     | Radha Krishna            |
| 6  | Agni Poolu        | Agni Poolu               |
| 7  | Chandipriya       | Chandipriya              |
| 8  | Prema Lekhalu     | Prema Lekhalu            |
| 9  | Bangaaru Kalalu   | Bangaaru Kalalu          |
| 10 | Vijetha           | Vichitra Bandham         |
| 11 | Jai Jawan         | Jai Jawan                |
| 12 | Atma Gowravam     | Atma Gowravam            |
| 13 | Prema Deepika     | Kanchana Ganga           |
| 14 | Girija Kalyanam   | Girija Kalyanam          |
| 15 | Atmeeyulu         | Atmeeyulu                |

## Outras obras publicadas
- Keerti Kireetaalu
- Aagamana
- Aradhana
- Aatmiyulu
- Abhijata
- Abhisapam
- Aahuti
- Amara Hridayam
- Amrita Dhara
- Anandha Sametha
- Anuraga Ganga
- Anuraga Toranam
- Artha Sthita
- Ashala Shikharaalu
- Avyaktam
- Bahumati
- Bandee
- Cheekatilo Chiru Deepam
- Dampatya Vanam
- Ee Desham Maakemichchindhi
- Ee Jeevitam Naadi
- Ee Taram Katha
- Girija Kalyanam
- Hridaya Ganam
- Jahnavi
- Jalapatam
- Jeevana Geetam
- Jeevana Tarangalu-1
- Jeevana Tarangalu-2
- Jeevana Satyalu
- Jeevana Sourabham
- Kalala Kougili
- Krishna Lohita
- Madhura Swapnam
- Meena ( Adapted into A Aa)
- Meena 2 (Adapted into A Aa)
- Mohita
- Manobhirama
- Maduramina Otami
- Mouna Bhashyam
- Mouna Poratam
- Nama Chandrikalu
- Neerajanam
- Nenu Rachayitrini Kaanu
- Nishanta
- Ontari Nakshatram 1
- Ontari Nakshatram 2
- Parthu
- Prema Deepika
- Prema Peetham
- Prema  Simhasanam
- Priya Sakhi
- Sahajeevanam
- Samsara Ratham
- Samyukta
- Sitapati
- Snehamayi
- Sougandhi
- Shweta Gulabi
- Sravana Sameeralu
- Vennello Mallika
- Vijetha
- Vemalu